# Benjamin Daviet
Benjamin Daviet (* 16. Juni 1989 in Annecy, Frankreich) ist ein französischer Skilangläufer und Biathlet. Er hat 2014, 2018 und 2022 an den Winterparalympics teilgenommen.

## Leben
Nach einem Mopedunfall im Alter von 17 Jahren brach er sich den Kondylus, einen Teil des Oberschenkelknochens. Bei der darauffolgenden Operation erkrankt er an Staphylokokken, die zur Amputation des Beines führten. In den Sommermonaten arbeitet er als Klempner und im Winter als Mechaniker an Seilbahnen.

## Karriere
2011 wurde er in das französische Para-Team berufen und nur drei Jahre später gab er sein Paralympics-Debüt während der Winter-Paralympics 2014 in Sotschi. Bei den Langlaufwettbewerben der Paralympischen Spiele 2014 in Sotschi wurde er Siebter im Sprint und Achter über 10 Kilometer und gewann die Bronzemedaille in der 4 × 2,5-Kilometer-Staffel. Im Biathlon wurde er über 7,5 Kilometer Siebter und über 12,5 Kilometer Neunter. 2018 holte er bei den Paralympischen Winterspielen in Pyeongchang, Südkorea, zweimal Gold und einmal Silber im Biathlon sowie einmal Gold und einmal Silber im Langlauf. Bei den Winter-Paralympics 2022 in Peking gewann er zweimal Gold und zweimal Silber.
Seine ersten Podestplätze bei Weltmeisterschaften erzielte er 2015 in Cable, USA. Gold in der offenen Staffel, drei Silbermedaillen und eine Bronzemedaille. Zwei Jahre später gewann er bei den in Weltmeisterschaften in Finsterau, Deutschland, Goldmedaillen im Biathlon über 15 km, im Langlauf über 10 km und in der Staffel. Außerdem gewann er die Silbermedaille im Biathlon über 12,5 km sowie die Bronzemedaille im Biathlon-Sprint. Die Weltmeisterschaften 2019 in Prince George, Kanada, waren seine bisher erfolgreichsten. Er erkämpfte drei Goldmedaillen im Biathlon und zwei Goldmedaillen im Langlauf sowie eine Silbermedaille in der Staffel. Bei den Para-Schneesport-Weltmeisterschaften 2021 in Lillehammer, Norwegen konnte er eine Silbermedaille und zwei Bronzemedaillen gewinnen. Bei den Weltmeisterschaften 2023 in Östersund erreichte er zwei Bronzemedaillen.

## Ehrungen
- 2014 Ritter des Nationalen Verdienstordens
- 2018 Ritter der Ehrenlegion
- 2022 Offizier des Nationalen Verdienstordens